# Henas
 (mars 2024).
Pour plus de détails, voir Fiche technique et Distribution.
Henas (هناس) est un film dramatique iranien de 2022 réalisé par Hossein Darabi et écrit par Ehsan Saghafi et Mahdieh Einollahi. Le film a été projeté pour la première fois au 40e Festival du film Fajr où il a été nommé pour la meilleure musique originale .  

## Synopsis
L'histoire d'un couple dont les vols sont annulés à la veille d'un voyage en Allemagne et la femme se rend peu à peu compte que son mari travaille sur les activités nucléaires du pays. Elle essaie donc de dissuader son mari de le faire, et lorsqu'elle est confrontée à l'opposition de son mari, elle prend des mesures directes.

## Fiche technique
- Réalisation : Hossein Darabi
- Date de sortie : 2022

## Distribution
- Merila Zarei : Shohreh Pirani
- Behrouz Shoeibi : Dariush Rezainejad
- Vahid Rahbani : Farhad Nadaf
- Siavash Tahmourès
- Solmaz Ghani
- Amin Miri
- Alireza Naeeini
- Kosar Heydari[3]

## Distinctions
| Distinction                            | Catégorie                                              | Nom               | Résultat   |
| -------------------------------------- | ------------------------------------------------------ | ----------------- | ---------- |
| Le 40e Festival du film de Fajr (2022) | Simorgh de cristal pour la meilleure musique originale | Fardin Khalatbari | Nomination |